# Tiroteig a l'escola secundària Stoneman Douglas de Parkland
El 14 de febrer de 2018 es va produir un tiroteig massiu a l'escola secundària Marjory Stoneman Douglas en Parkland (Florida), a l'àrea metropolitana de Miami. Disset persones van morir i catorze més van ser hospitalitzades, convertint-la en una de les massacres escolars més mortals del món i el tiroteig més letal en una escola secundària en la història dels Estats Units d'Amèrica. Nikolas Cruz, el jove arrestat com el tirador, està sota custòdia de l'Oficina del xèrif del Comtat de Broward, acusat de disset càrrecs d'assassinat premeditat.
Els seus companys de classe s'havien referit anteriorment a Cruz com un "racista" i un "psicòpata". Els missatges a les xarxes socials de Cruz el mostraven fent broma sobre el fet de disparar contra persones amb el seu AR-15, i les autoritats policials asseguren que aquests missatges eren tan amenaçadors que va ser denunciat a l'FBI. Cruz era membre de l'associació "Supremacia blanca" de la República de Florida, en la qual s'hi agrupen moviments nacionalistes d'extrema dreta.
Encara que en l'actualitat no hi ha motius que hagin estat enumerats pels fiscals legals o la policia local, presumptament tenia odi cap als jueus i les dones. Uns altres factors que la policia investiga són els seus problemes de relació amb l'escola i un "patró de problemes disciplinaris i comportament desconcertant".

## Tiroteig
El tiroteig va tenir lloc durant la tarda del 14 de febrer del 2018, a l'Escola Secundària Marjory Stoneman Douglas a Parkland, Florida. Aproximadament a les 2:40 pm EST, prop de l'hora de sortida, el personal i els estudiants van sentir trets i es va promulgar un tancament de "codi vermell". El tirador va activar una alarma contra incendis mentre portava una careta antigàs i llançava diverses granades de fum. Estava armat amb un rifle AR-15 calibre .223 i diversos carregadors. Després d'entrar a l'edifici disparant indiscriminadament, va fugir barrejant-se amb els estudiants que fugien de l'escola abans de ser rastrejat pels enregistraments de les càmeres de seguretat de l'escola i arrestat sense incidents una hora més tard a les rodalies de Coral Springs, Florida. Un funcionari del govern dels Estats Units va indicar que el rifle utilitzat en el tiroteig va ser comprat legalment després de passar una verificació d'antecedents.
Aquest incident fou el tiroteig més sagnant a una escola secundària nord-americana, superant la Massacre de Columbine de 1999. És el tercer tiroteig escolar més mortífer dels Estats Units, després de la Massacre de l'Escola Primària de Sandy Hook de 2012 (que es va cobrar 27 vides) i el Tiroteig de Virginia Tech de l'any 2007 (que es va cobrar 32 vides). A part d'aixó, la massacre va ocórrer en el desè aniversari del Tiroteig de la Universitat del Nord d'Illinois del 2008, que es va cobrar cinc vides.

## Víctimes
14 de les 17 víctimes mortals del tiroteig eren menors d'edat d'entre 14 i 18 anys. Les altres tres eren adults d'entre 35 i 49 anys. Entre les víctimes hi va haver ciutadans de diversos països:
| País d'origen | Morts |
| ------------- | ----- |
| Estats Units  | 14    |
| Mèxic         | 1     |
| Suècia        | 1     |
| Veneçuela     | 1     |

## Presumpte autor

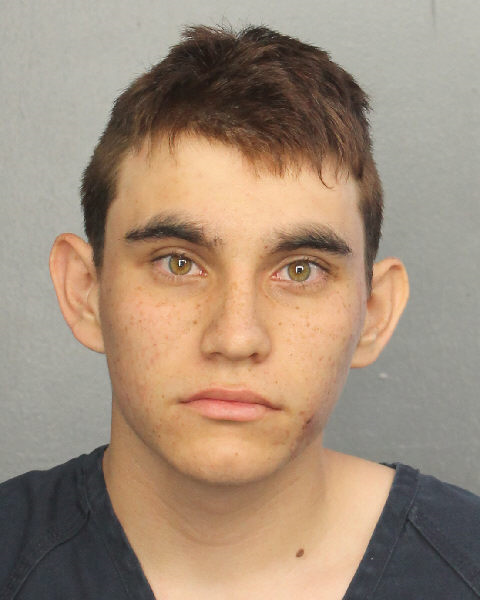
Nikolas Cruz, autor de la massacre

El tirador va ser identificat com Nikolas Cruz, un ex alumne de l'escola de 19 anys. El seu antic professor de matemàtiques va dir que un correu electrònic de l'administració de l'escola havia circulat entre els mestres, advertint que Cruz havia amenaçat a altres estudiants, fet que va originar que li fos prohibit portar una motxilla al campus. Més tard va ser expulsat per barallar-se amb l'actual company de la seva ex-novia.
Cruz va ser membre del Cos d'Entrenament per a Oficials de Reserva Junior (JROTC, sigles en anglès),que li va atorgar diverses vegades un excel·lent rendiment acadèmic. També va ser membre del grup supremacista blanc de Republic of Florida, segons el líder del grup. Un excompany de classe va dir que Cruz tenia molts problemes de maneig de la ira i bromejava sovint sobre les armes de foc i la violència relacionada amb elles. Un altre el va descriure com a "súper estressat tot el temps, parlant sempre sobre armes i intentant ocultar la seva cara". Un estudiant va dir: "Crec que tots tenien al cap que si algú ho havia de fer (un tiroteig a l'institut), havia de ser ell". Un altre company de classe el va descriure com un solitari sense gaires amics, dient: "Em va explicar com va ser expulsat de dues escoles privades. Va ser retingut dues vegades. Tenia aspiracions d'unir-se a l'exèrcit. Gaudia de la cacera ". Cruz també es vanava de matar animals. Els coneguts de la família van declarar que en una ocasió la mare de Cruz va cridar a la policia a casa per tractar de "fer-lo entrar en raó".
L'agutzil Scott Israel del comtat de Broward va descriure els perfils i comptes del sospitós a les xarxes socials, com "molt, molt inquietants". Els perfils contenien nombroses fotos i publicacions del sospitós amb una varietat d'armes, incloent ganivets llargs, una escopeta, una pistola i una pistola BB. Els vídeos pujats a YouTube del sospitós incloïen amenaces violentes, com "Vull morir matant a milions de persones". El sospitós va deixar un comentari en el vídeo de YouTube d'un altre usuari al setembre de 2017 dient: "Vull ser un tirador d'escola professional " cosa que va fer que l'usuari informés sobre Cruz al FBI.
Nikolas va ser adoptat en néixer, per Lynda Cruz i el seu espòs, que va morir durant la infància de Nikolas d'un atac de cor. La seva mare adoptiva va morir l'1 de novembre de 2017 a causa d'una grip que es va complicar en pneumònia. Des de llavors Cruz havia estat vivint amb parents i amics. El jove havia estat rebent assistència per la seva salut mental però va deixar d'anar-hi.
Cruz ha estat acusat de disset càrrecs d'assassinat premeditat. Una audiència inicial es va obrir el dijous 15 de febrer de 2018. En el cas de ser declarat culpable durant el judici, es podria enfrontar a la pena de mort.

## Seqüeles
Els primers a respondre van establir una carpa de triatge en l'exterior de l'escola. El districte escolar va proporcionar assistència psicològica als estudiants i les seves famílies. A part d'aixó, la procuradora general de Florida, Pam Bondi, va dir que els costos dels funerals i l'assessorament serien coberts per l'estat.
El president Donald Trump i el governador de Florida Rick Scott van ser informats sobre el tiroteig. Trump va oferir les seves oracions i condolences a les famílies de les víctimes, escrivint que "cap nen, mestre o cap altra persona hauria de sentir-se insegur a una escola nord-americana". Scott va ordenar que les banderes dels edificis estatals onegessin a mitja asta. Els districtes escolars de diverses zones de Florida i Virgínia van augmentar les mesures de seguretat el 15 de febrer en resposta al tiroteig de Parkland.